# Geneva-Score
Beim Geneva-Score (auch Genfer Score) handelt es sich um ein Scoring-System zur Ermittlung der Wahrscheinlichkeit für das Vorliegen einer Lungenembolie. Im Gegensatz zum Wells-Score, wo ein Kriterium lautet: „Es gibt keine andere Diagnose, die wahrscheinlicher ist als eine Lungenembolie“, wurde im Genfer Score explizit darauf geachtet, dass alle Kriterien objektivierbar sind.

## Revidierter Genfer Score
Zur Auswertung des ursprünglichen Genfer Scores wird eine arterielle Blutgasanalyse benötigt, bei welcher der Patient Raumluft atmen sollte. Da diese oft nicht verfügbar war, wurde der revidierte Genfer Score geschaffen. Dieser basiert auf acht Kriterien, die durch eine Anamnese und eine einfache Untersuchung des Patienten evaluiert werden können.
Dieser wurde noch vereinfacht, da im akuten Setting aufgrund der unterschiedlichen Werte der Kriterien das Risiko für Rechenfehler erhöht ist.
| Symptome / Beobachtungen                                             | Punkte Original | Punkte vereinfacht |
| -------------------------------------------------------------------- | --------------- | ------------------ |
| Alter > 65 Jahre                                                     | 1               | 1                  |
| frühere tiefe Venenthrombose oder Lungenembolie (LE)                 | 3               | 1                  |
| Operation oder Knochenbruch innerhalb des letzten Monats             | 2               | 1                  |
| aktive Neoplasie                                                     | 2               | 1                  |
| einseitiger Beinschmerz                                              | 3               | 1                  |
| schmerzhafte Palpation der tiefen Beinvenen und einseitiges Beinödem | 4               | 1                  |
| blutiger Auswurf                                                     | 2               | 1                  |
| Herzfrequenz: 75–94/min ≥ 95/min                                     | 3 5             | 1 2                |
| Beurteilung                                                          |                 |                    |
| zweistufiger Score                                                   |                 |                    |
| LE unwahrscheinlich                                                  | 0–4 Punkte      | 0–1 Punkt          |
| LE wahrscheinlich                                                    | ≥ 5 Punkte      | ≥ 2 Punkte         |
| dreistufiger Score                                                   |                 |                    |
| niedrige Wahrscheinlichkeit für eine LE                              | 0–3 Punkte      | -                  |
| mittlere Wahrscheinlichkeit für eine LE                              | 4–10 Punkte     | -                  |
| hohe Wahrscheinlichkeit für eine LE                                  | ≥ 11 Punkte     | -                  |

## Ursprünglicher Genfer Score
Um die Diagnostik der Lungenembolie zu verbessern und zu vereinfachen, entwickelten Wicki et al. den ursprünglichen Genfer Score. Ziel war ein einfacher, standardisierter, klinischer Score zur Einteilung von Notfallpatienten mit Verdacht auf Lungenembolie in verschiedene Risikogruppen.
Der ursprüngliche Genfer Score beruht auf der Beurteilung von acht Kriterien, die eine signifikante Assoziation mit Lungenembolien aufweisen.
| Symptome / Beobachtungen                                        | Punkte  |
| --------------------------------------------------------------- | ------- |
| Alter 60–79 Jahre ≥ 80 Jahre                                    | 1 2     |
| frühere tiefe Venenthrombose oder Lungenembolie                 | 2       |
| chirurgischer Eingriff in den letzten 4 Wochen                  | 3       |
| Herzfrequenz > 100/min                                          | 1       |
| CO2-Partialdruck < 4,8 kPa 4,8–5,19 kPa                         | 2 1     |
| O2-Partialdruck < 6,5 kPa 6,5–7,99 kPa 8–9,49 kPa 9,5–10,99 kPa | 4 3 2 1 |
| Plattenatelektasen im Thoraxröntgen                             | 1       |
| einseitige Hebung des Zwerchfells im Thoraxröntgen              | 1       |
| Beurteilung                                                     |         |
| niedrige Wahrscheinlichkeit für eine LE                         | ≤ 4     |
| mittlere Wahrscheinlichkeit für eine LE                         | 5–8     |
| hohe Wahrscheinlichkeit für eine LE                             | ≥ 9     |